# Bad Ass
Série
Bad Ass 2
(2014)
Pour plus de détails, voir Fiche technique et Distribution.
Bad Ass est un film américain réalisé par Craig Moss (en), sorti en 2012.

## Synopsis
Vétéran de la guerre du Viêt Nam devenu vendeur de hot-dogs, Frank Vega est devenu du jour au lendemain un héros dans sa ville, grâce à une vidéo diffusée sur Internet dans laquelle il tabasse deux skinheads dans un bus, dans lequel ils importunaient un vieux passager. Trois mois après cet événement, Frank s'installe dans la maison de sa défunte mère avec Klondike, son meilleur ami, qui lui avait sauvé la vie au Viêt Nam. Quand Klondike est assassiné par deux gangsters, Frank décide de le venger…

## Fiche technique
- Titre : Bad Ass
- Réalisation : Craig Moss
- Scénario : Craig Moss et Elliot Tishman
- Directeur de la photographie : John Barr
- Distribution des rôles :
- Costumes :
- Décors :
- Montage :
- Musique : Todd Haberman
- Production : Ash R. Shah
- Sociétés de production : Amber Lamps et Silver Nitrate
- Société de distribution :  Samuel Goldwyn Films (en)
- Format :
- Genre : Action, comédie et thriller
- Pays :  États-Unis
- Langue : anglais
- Durée : 90 minutes
- Dates de sortie : 
  -  États-Unis : 13 avril 2012 (sortie limitée)
  -  France : 4 juillet 2012 (première DVD)
- Déconseillé aux moins de 16 ans a la TV en France

## Distribution
- Danny Trejo (V. F. : Antoine Tomé) : Frank Vega
- Charles S. Dutton (V. F. : Marc Cassot) : Panther
- Ron Perlman (V. F. : Marc Alfos) : Mayor Williams
- Joyful Drake : Amber Lamps
- Patrick Fabian (V. F. : Jérôme Rebbot) : Officier Malark
- John Duffy (V. F. : Corinne Martin) : Martin
- Winter Ave Zoli : Tatiana
- Danny Woodburn : Sluggy Korn-nuts
- Chris Spencer : Martin Sr.
- Craig Sheffer : Attorney
- Duane Whitaker : Rex
- Harrison Page (V. F. : Lionel Henry) : Klondike
- Isabella Cascarano : Agata
- Jillian Murray : Lindsay
- Richard Riehle (V. F. : Gilbert Lévy) : Father Miller

Source et légende : Version française (V. F.) sur RS Doublage